# 松嶋啓介
松嶋 啓介（まつしま けいすけ、1977年12月20日 - ）は、日本の料理人、レストラン経営者である。株式会社アクセレール代表取締役社長。日本における活動においてはかつて、株式会社サニーサイドアップのマネジメントを受けていた。

## 人物
1977年（昭和52年）、福岡県福岡市生まれ。春日市立春日野中学校、筑陽学園高等学校卒業。
高校卒業後、「エコール辻東京」で料理を学んだ。その後、東京・渋谷のレストラン『ヴァンセーヌ』勤務を経て、20歳のときに料理の修業のためにフランスへ渡った。フランス各地での修業を経て、25歳になった2002年（平成14年）、南フランスのニースにフランス料理レストラン 『Kei's Passion』を開店した。
同店は地元の食材を用いた斬新な料理を提供、2006年（平成18年）にはミシュランガイドで「一つ星」の評価を獲得した。店は同年、改装によって拡大したうえ、名称を『KEISUKE MATSUSHIMA』に改めて再開業した。さらに同年12月には、松嶋を取り上げたドキュメンタリー番組 『トップランナー』が、日本のNHKテレビで放送された。
2009年（平成21年）6月、東京・原宿の東郷神社隣り（渋谷区神宮前1丁目）に、地産地消を標榜するレストラン、『Restaurant-I （レストラン アイ）』を開店した。
2016年2月1日、『KEISUKE MATSUSHIMA』がミシュランの１つ星を失う。
2020年（令和2年）5月、コロナ禍に伴い、日本からの営業撤退を発表。